# Батиров Мавлет Алавдинович
Мавлет Алавдинович Батиров  (рос. Мавлет Алавдинович Батиров, 12 грудня 1983) — російський борець вільного стилю, чемпіон світу та Європи, олімпійський чемпіон. Заслужений майстер спорту Росії з вільної боротьби.

## Біографія
Любов до боротьби прищепив Батирову батько, що водив хлопчика з ранніх років на різні турніри та змагання. У перший раз батько привів Мавлета і його молодшого брата Адама в спортивний зал коли їм було сім і шість років. Першим змаганням, в якому Батиров взяв участь, був юнацький турнір в Хасав'юрті, де він зайняв перше місце. Мавлету Батирову було тоді десять років і важив він 22 кілограми. Першим його тренером був Сайгідпаша Умаханов.
Срібний призер чемпіонату Європи 2000 року серед кадетів. Віце-чемпіон світу 20001 року серед юніорів. Чемпіон юніорської першості Європи 2002 року. У першій збірній команді Росії Мавлет Батиров виступає з 2003 року.
Виступає за Клуб спортивної боротьби ЦСКА. Особисті тренери — Сайгітпаша Умаханов, Магомед Азізов, Джамболат Тедеєв.
Випускник Дагестанського державного університету. Живе в Хасав'юрті.
У жовтні 2012 року був затриманий у Махачкалі в мечеті, де проходять молебні салафітів разом з 16 прихильниками радикального ісламу — ваххабізму. Після перепису паспортних даних, взяття відбитків пальців і зроблених фотографій, всіх затриманих відпустили. За словами співробіника російської поліції, таким чином силові структури тримають на контролі місця, де збираються прихильники салафізму, щоб знати імена тих, хто туди ходить.

### Родина
Старший брат чемпіона Азії (за Бахрейн) та триразового призера чемпіонатів Європи (за Росію) з вільної боротьби Адама Батирова.
Батько Алавдин Батиров у студентські роки захоплювався боротьбою. Відкрив у Хасав'юрті свій бізнес, але потім передав його своїм донькам, а сам почав займатися тренувальним процесом своїх синів, їздив з ними на змагання. Коли їм доводилося виходити на килим один проти одного, поєдинок не відбувається — переможця визначає голова родини. За законами Кавказу ним стає старший брат. На чемпіонаті Росії брати повинні були боротися у фінальній сутичці чемпіонату Росії в категорії до 60 кг, але відмовились виходити на килим один проти одного. Судді вирішили вручити золоті нагороди обом братам. Хто поїде на Олімпійські ігри, теж вирішував голова родини. Перед афінською Олімпіадою 21-річний Мавлет Батиров і його 19-річний брат Адам вийшли у фінал чемпіонату Росії в категорії до 55 кг. Але на вирішальну сутичку Адам не вийшов. Батько сказав, що старший брат досвідченіший і краще підготовлений до великих змагань, але пообіцяв, що на наступні Ігри поїде Адам. Мавлет поїхав і виграв олімпійське золото. Через чотири роки брати знову зустрілися у фіналі чемпіонату Росії у вазі до 60 кг. Тож на пекінську Олімпіаду мав їхати вже молодший брат, але перед цими змаганнями він отримав травму і довелося знову їхати старшому брату. Мавлет поїхав і привіз із Пекіна друге олімпійське золото. Після Пекіна Мавлет переніс серйозну операцію, довго відновлювався і повернувся на килим лише на чемпіонаті Росії у 2011 році. Виступаючи в новій для себе категорії — до 66 кг, він дійшов до фіналу, де, як це вже не раз траплялося раніше, йому в суперники дістався молодший брат Адам. На сімейній раді вирішили, що переможцем повинен бути молодший з братів, який і поїхав на чемпіонат світу.
Алавдин Батиров виступає як рефері на борцівських поєдинках. У 2007 році судив сутичку між Георгієм Кетоєвим з Північної Осетії і Сажидом Сажидовим з Дагестану на чемпіонаті Росії в Москві під час якої виникла масова бійка між чисельними вболівальниками, що приїхали з обох республік, яка почалася після того, як Кетоєв вдарив Сажидова в обличчя. Бійку з великими труднощами вдалося зупинити за допомогою ОМОНу. Після цього інциденту Алавдин Батиров був відсторонений від суддівства до літньої Олімпіади 2008.
Двоюрідні брати Батирових — Мурад, Багавдін і Шаміль Умаханови. Всі троє були успішними борцями вільного стилю. Мурад — чемпіон Європи та Олімпійських ігор. Багавдін — дворазовий чемпіон Європи, триразовий володар Кубку світу. Шаміль — чемпіон Європи серед юніорів, чемпіон світу серед студентів, був другим у складі першої збірної Росії на Кубку світу 1998 року. Того ж року трагічно загинув на чемпіонаті Росії з вільної боротьби, коли на нього впала одна з трибун стадіону «Трудові резерви», що був лише перед тим реконструйований. В пам'ять про Шаміля Умаханова протягом 10 років в Хасав'юрті проводився престижний міжнародний турнір з вільної боротьби, його ім'ям названа одна з міських вулиць та Спеціалізована дитячо-юнацька спортивна школа олімпійського резерву з вільної боротьби. Батько братів Умаханових є рідним братом матері братів Батирових.
Рідний дядько братів Батирових — Сайгідпаша Умаханов, з 1997 по 2015 рік очолював державну адміністрацію Хасав'юрта. До того працював тренером з вільної боротьби. Він має звання майстра спорту з вільної боротьби, заслуженого тренера Росії. Сайгідпаша Умаханов був першим тренером двох олімпійських чемпіонів, своїх племінників — Мурада Умаханова і Мавлета Батирова.

## Спортивні результати

### Виступи на Олімпіадах
| Змагання                    | Збірна | Вагова категорія | Місце  |
| --------------------------- | ------ | ---------------- | ------ |
| Літні Олімпійські ігри 2004 | Росія  | 55 кг            | Золото |
| Літні Олімпійські ігри 2008 | Росія  | 60 кг            | Золото |

У фіналі пекінської Олімпіади зустрівся з українським спортсменом Василем Федоришиним. Боротьба була рівною, після першого періоду рахунок був нічийний 0-0, тому жереб визначав борця, якому дається право на захват. Вдача була на стороні дагестанця і він нею скористався, заробивши 1 бал. У другому періоді українець нестримно йшов уперед і зумів зрівняти рахунок, але потім пропустив прийом від Батирова і дозволив тому вдруге стати олімпійським чемпіоном. За словами Федоришина, він очікував від суддів за свій прийом 3 бали, але отримав лише один, засмутився і втратив концентрацію.

### Виступи на Чемпіонатах світу
| Змагання                        | Збірна | Вагова категорія | Місце  |
| ------------------------------- | ------ | ---------------- | ------ |
| Чемпіонат світу з боротьби 2003 | Росія  | 55 кг            | 14     |
| Чемпіонат світу з боротьби 2006 | Росія  | 60 кг            | Бронза |
| Чемпіонат світу з боротьби 2007 | Росія  | 60 кг            | Золото |

### Виступи на Чемпіонатах Європи
| Змагання                         | Збірна | Вагова категорія | Місце  |
| -------------------------------- | ------ | ---------------- | ------ |
| Чемпіонат Європи з боротьби 2003 | Росія  | 55 кг            | Бронза |
| Чемпіонат Європи з боротьби 2006 | Росія  | 60 кг            | Золото |

### Виступи на Кубках світу
| Змагання                    | Збірна | Вагова категорія | Місце  |
| --------------------------- | ------ | ---------------- | ------ |
| Кубок світу з боротьби 2007 | Росія  | 60 кг            | Золото |